# Dicranomyia nigrescens
Dicranomyia nigrescens là một loài ruồi trong họ Limoniidae. Chúng phân bố ở miền Australasia.